# Estadio Olímpico de Tapachula
Estadio Olímpico de Tapachula – stadion piłkarski w meksykańskim mieście Tapachula, w stanie Chiapas. Obiekt może pomieścić 15 000 widzów, a swoje mecze rozgrywają na nim drużyny Cafetaleros de Tapachula i Ocelotes UNACH.
Stadion został wzniesiony z pomocą władz stanu Chiapas w 1988 roku; został zainaugurowany 10 października tego roku meczem towarzyskim pomiędzy meksykańskim Club América i gwatemalskim Aurora FC. Na początku swojego istnienia stadion spełniał wszystkie wymogi pierwszoligowe, jednak z powodu braku wsparcia ze strony lokalnych władz samorządowych w Tapachuli nie powołano do życia żadnego profesjonalnego klubu piłkarskiego. Wskutek tego na obiekcie odbywały się wyłącznie mecze pokazowe, przeważnie tylko raz w roku, zaś stadion niszczał z powodu braku środków na utrzymanie, regularnych konserwacji i zaniedbań w pielęgnacji murawy. Równocześnie w stolicy stanu Chiapas – Tuxtla Gutiérrez – powstał nowocześniejszy i znacznie pojemniejszy obiekt Estadio Víctor Manuel Reyna, częściej użytkowany przez lokalne drużyny, co sprawiło, iż Olímpico de Tapachula zaczął być określany mianem "bezużytecznego i zapomnianego"; z tego powodu do areny przylgnął również przydomek "Coloso Dormido" ("Uśpiony Olbrzym").
W 2003 roku w mieście powstał pierwszy klub piłkarski o charakterze profesjonalnym – Jaguares de Tapachula, którzy dołączył do rozgrywek drugiej ligi meksykańskiej, pełniąc rolę filii pierwszoligowego Jaguares de Chiapas z Tuxtla Gutiérrez. Rozgrywał domowe spotkania na Olímpico de Tapachula, jednak pomimo początkowej popularności zainteresowanie zespołem stopniowo malało ze względu na jego słabe występy; Jaguares występowali w drugiej lidze w latach 2003–2004 i 2007–2009, w międzyczasie grając na trzecim szczeblu rozgrywek. W 2009 roku drużyna Jaguares została rozwiązana, zaś jedynym zespołem grającym na stadionie pozostał cieszący się nikłą popularnością trzecioligowy Ocelotes UNACH. W konsekwencji obiekt ponownie przestał być regularnie użytkowany i konserwowany, przez kolejne lata służąc głównie jako miejsce treningów lekkoatletów.
Dopiero w 2015 roku za sprawą nowo powstałego klubu Cafetaleros de Tapachula do miasta powrócił futbol na poziomie drugoligowym. W związku z tym za sprawą gubernatora stanu Chiapas – Manuela Velasco Coello, stadion przeszedł renowację w celu dostosowania go do wymogów rozgrywkowych.
Obiekt jest uważany za największą i najważniejszą arenę sportową znajdującą się na terenie regionu Sosonusco, zlokalizowanego na południowym zachodzie stanu Chiapas, przy granicy z Gwatemalą. Posiada asfaltową bieżnię, parking o pojemności 500 miejsc, pomieszczenia biznesowe, cztery wejścia stadionowe oraz sztuczne oświetlenie.